# Hall County, Texas
Hall County är ett administrativt område i delstaten Texas, USA, med 3 353 invånare (2010). Den administrativa huvudorten (county seat) är Memphis. 

## Geografi
Enligt United States Census Bureau så har countyt en total area på 2 342 km². 2 339 km² av den arean är land och 3 km² är vatten. 

### Angränsande countyn
- Donley County - norr
- Collingsworth County - nordost
- Childress County - öster
- Cottle County - sydost
- Motley County - söder
- Briscoe County - väster